# 上水中心

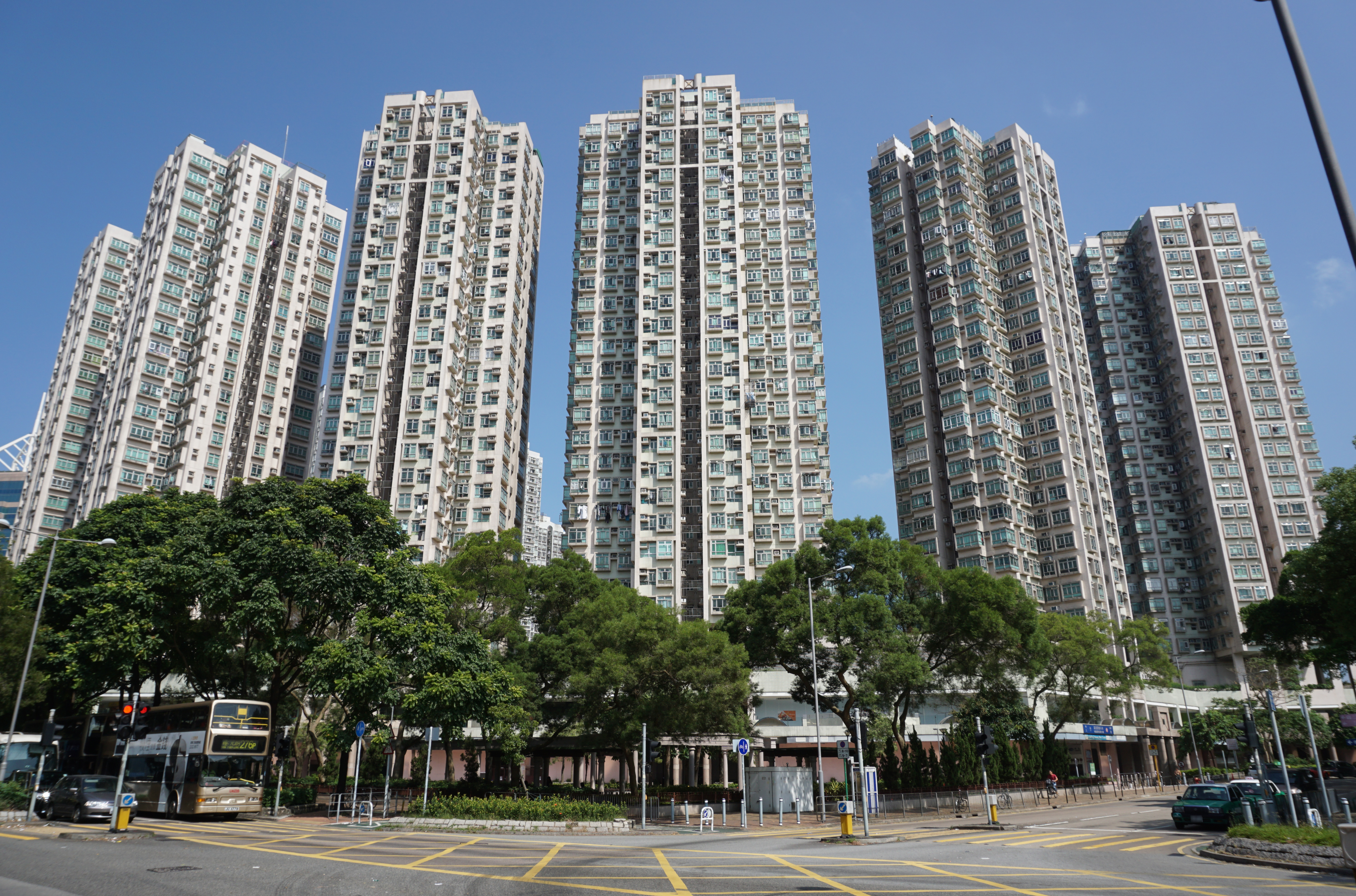
上水中心

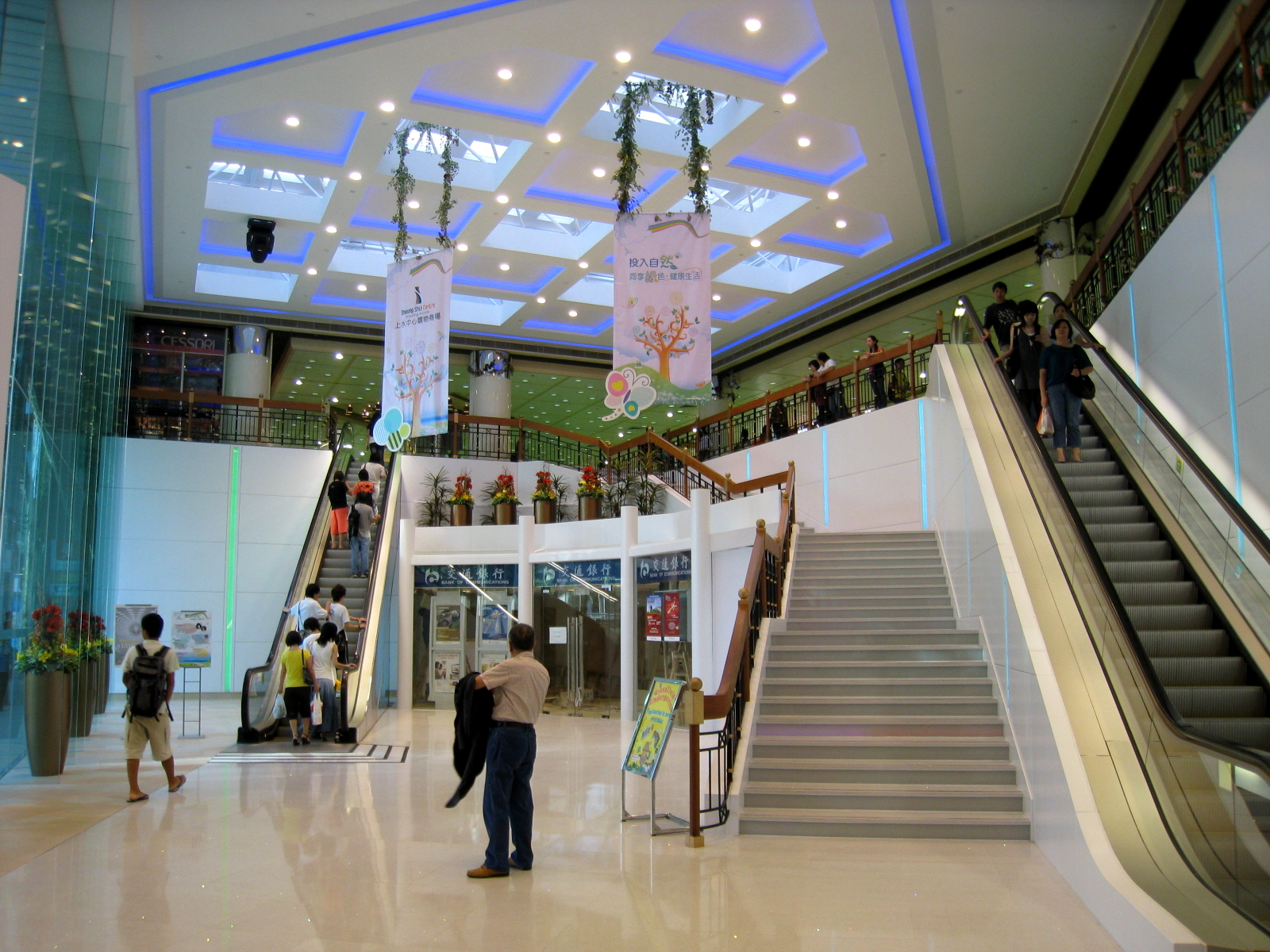
上水中心購物商場中庭（2008年）

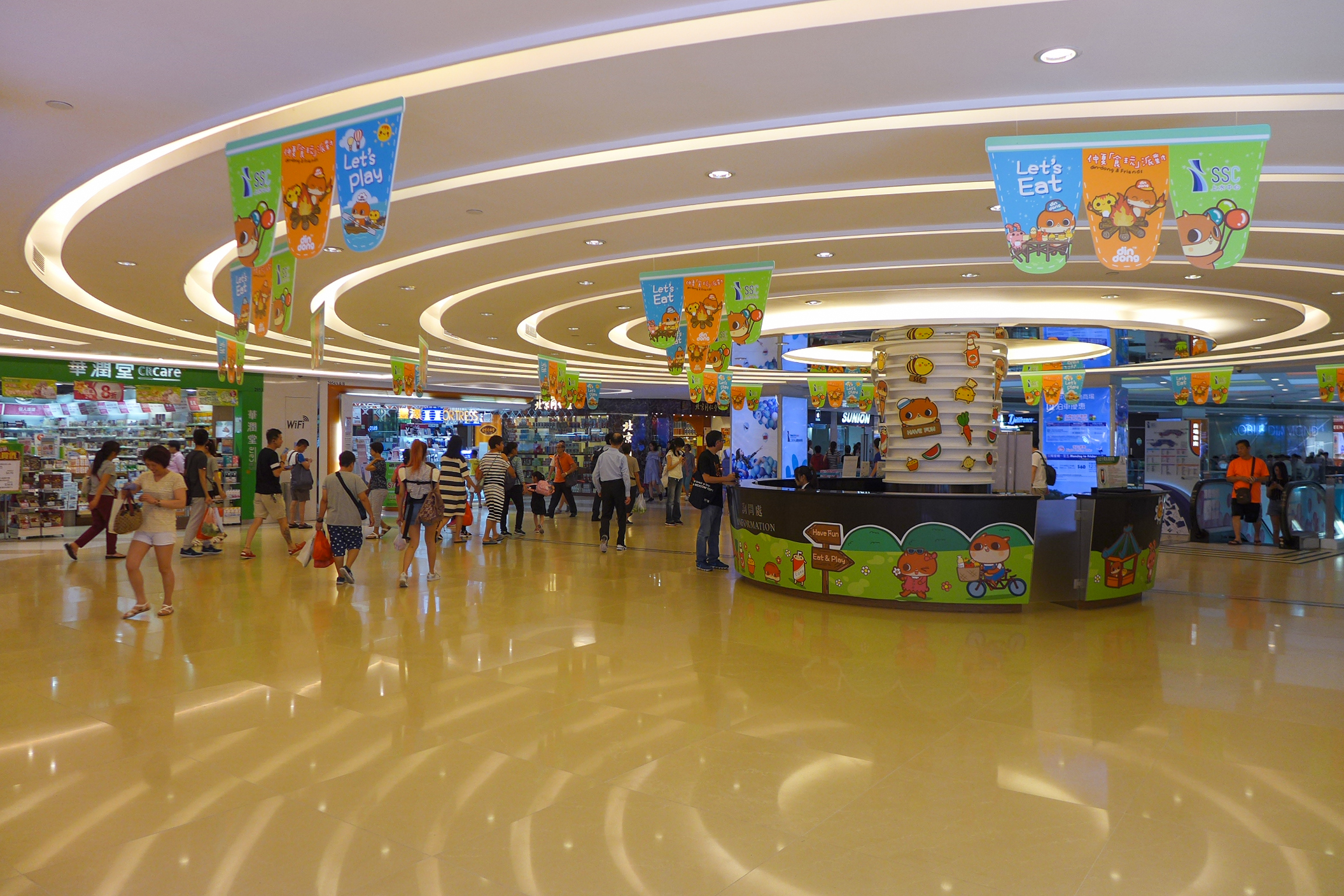
上水中心購物商場內貌（2017年）

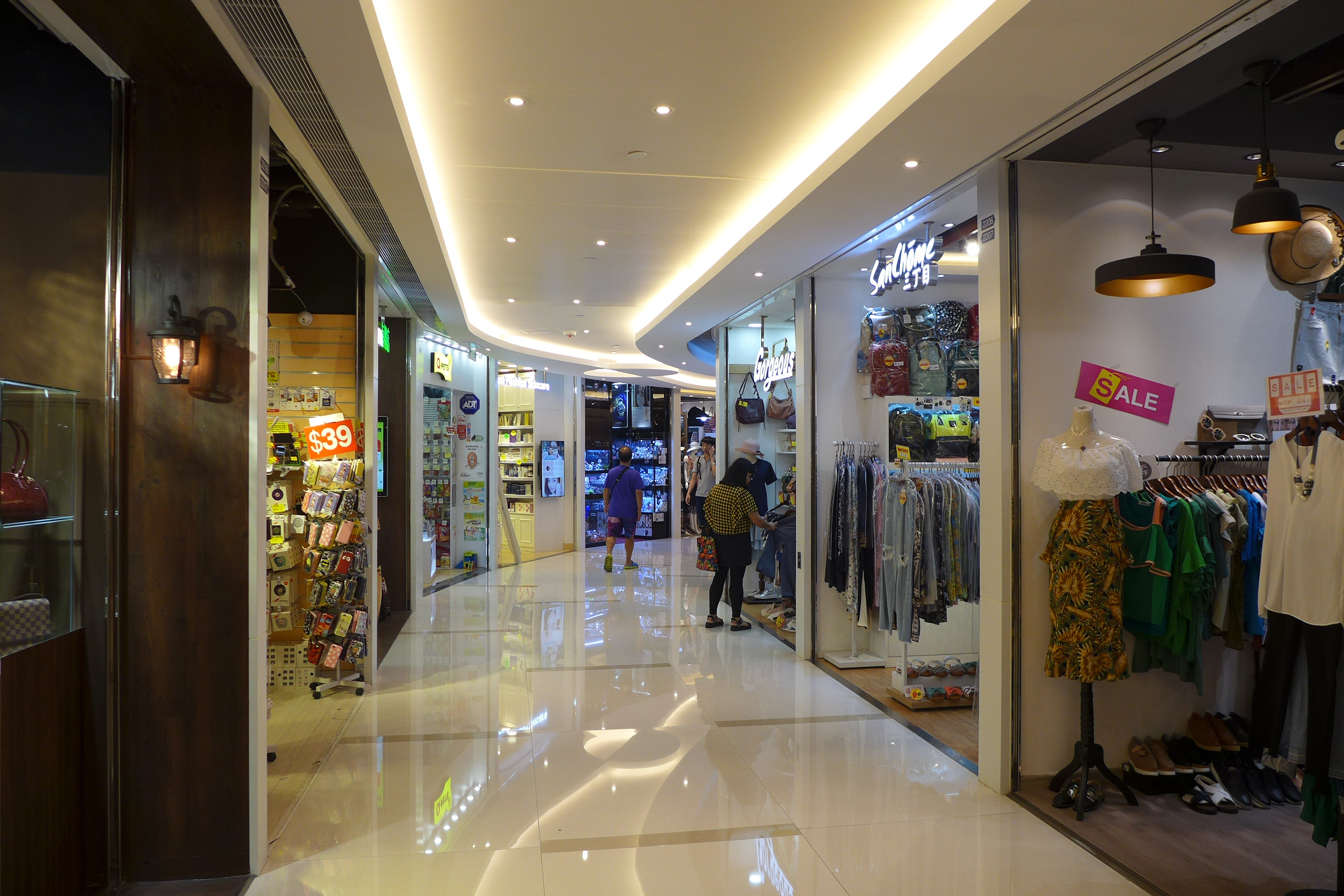
上水中心購物商場內約26,000平方呎樓面，在2016年重新規劃為多間小商店

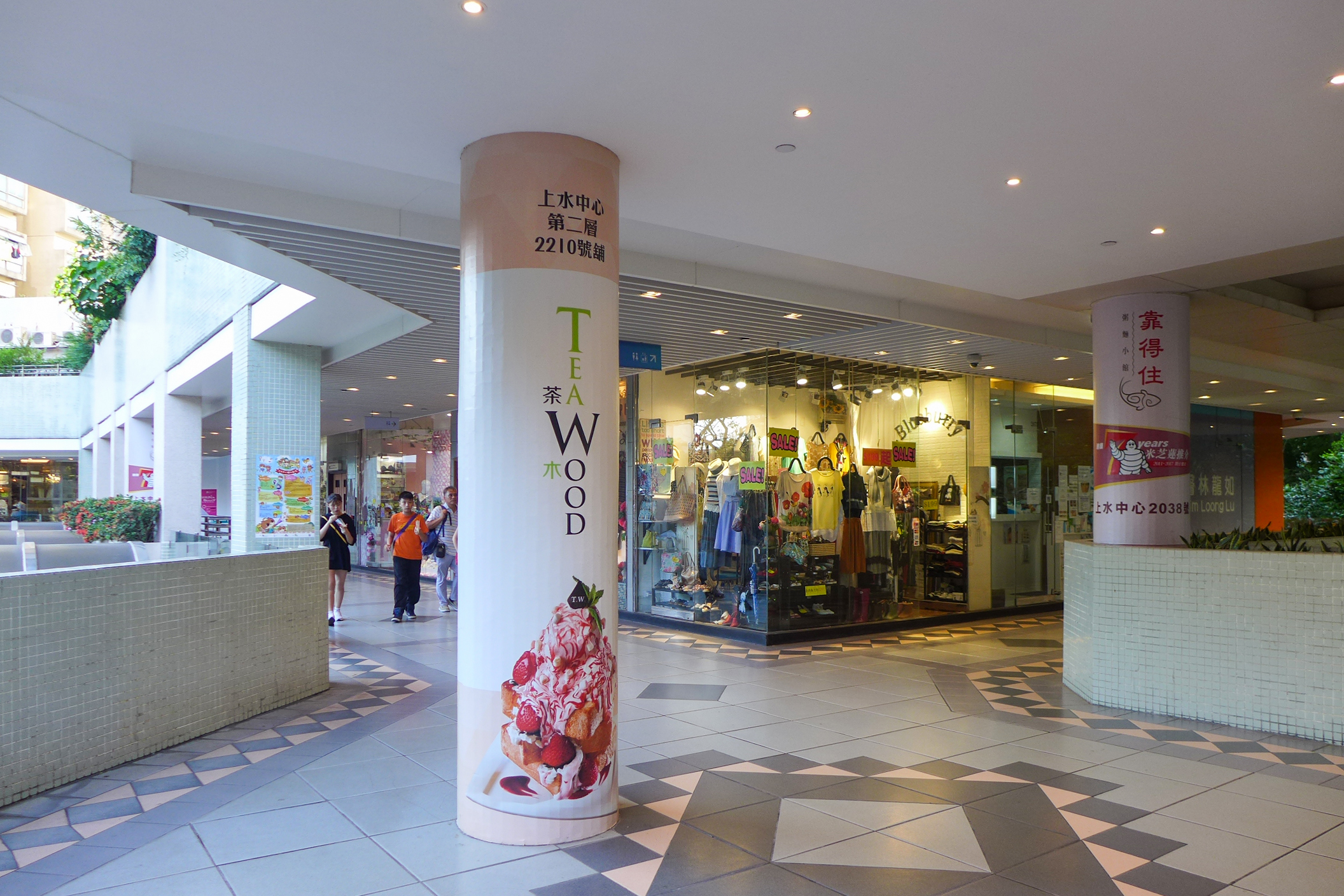
上水中心購物商場外的通道

上水中心（英語：Sheung Shui Centre），位於香港新界北區上水智昌路3號，是香港一個大型商場及私人住宅，1992年入伙，合共有6幢住宅。

## 商場
上水中心的商場名為「上水中心購物商場」，於1993年落成，1994年正式啟用，為於上水中心基座，共有兩層，樓面超過12萬平方呎，是香港北區其中一個主要的商場及購物地點，由恆基地產發展，其下公司陽光房地產基金管理。商場在開業初期主攻廉價路線，比如有日本城、美心MX、屈臣氏、萬寧、海港酒家、銀龍、東海堂、Wanko、Weeko、盞記、榮華餅家、阿波羅美極屋、格林音樂藝術中心、銀星玩具店、永明眼鏡、天天見麵、幸運橋、學榮書店、仙跡岩、價真棧及EG Fashion等。商場於2009年進行翻新工程，並主攻中檔及遊客路線，引入了英王麵包店、海馬牌、Footspot、Delifrance、Sunion、太興旗下的靠得住、馬拉松、優品360、Crocodile、佘仁生、百成堂、位元堂、eGG optical boutique、一元堂、Euro go go、譚仔三哥、裕華國貨、東亞銀行、渣打銀行、交通銀行、中國銀行及數間珠寶鐘錶店等。
商場於2008年及2013年將室內及部分範圍進行翻新。到2016年將海港酒家約26,000平方呎樓面，重新規劃為多間小商店。

## 事件
2003年10月6日，一名41歲燒臘店東主在商場地下洗手間如廁後被槍殺致死，案件疑涉及生意糾紛。
2012年9月26日，香港海關發現上水中心30個住宅單位成為水貨包裝及物流中心。
2020年1月5日上水和你行，防暴警察下午4時在上水中心對出的上水花園第4號突襲圍捕百多人，並向未有反抗的民眾和記者發射胡椒噴劑。同一時間，數十名蒙面便衣警員在上水中心商場內制服數人，一名警員疑誤中胡椒噴霧。有自稱居於上水中心的男子要求內進被拒後被制服。而警方封鎖商場其中一個出口時，有一名黑衣男子踢向商場玻璃門，隨即被防暴警員衝前制服。事件中，共有35男7女被捕。

## 相關
- 晉科中心

## 交通
| 交通路線列表            |
| ----------------------- |
| 港鐵 - █ 東鐵綫：上水站 |

## 鄰近
- 天平邨
- 新都廣場
- 龍豐花園
- 上水名都
- 上水花園
- 上水廣場
- 龍豐廣場
- 北區公園
- 石湖墟街市
- 北區大會堂
- 上水公共圖書館
- 上水匯
- 彩園商場
- 上水廣場2

## 外部連結
- 官方網址 （页面存档备份，存于）